# 紀伊富田駅
紀伊富田駅（きいとんだえき）は、和歌山県西牟婁郡白浜町栄にある、西日本旅客鉄道（JR西日本）紀勢本線（きのくに線）の駅である。

## 歴史
開業時、当時の富田地区の中心地に駅が設けられることになっていたが、住民の反対により少し離れた当地に設置された。その結果、後に富田地区の中心地自体が駅周辺である白浜町栄に移ることとなった。

### 年表
- 1933年（昭和8年）12月20日：国鉄紀勢西線の紀伊田辺駅から当駅までの延伸に伴い開業する[1][2]。
- 1935年（昭和10年）3月29日：国鉄紀勢西線が当駅から紀伊椿駅（現 椿駅）まで延伸される[1]。
- 1959年（昭和34年）7月15日：現在の紀勢本線が全通、紀勢本線所属となる[1]。
- 1971年（昭和46年）10月1日：貨物の取り扱いを廃止[2]。
- 1978年（昭和53年）4月1日：荷物扱い廃止[2]。
- 1985年（昭和60年）3月14日：無人化される[3]（最盛期には駅員が10名配置されていた）。
- 1987年（昭和62年）4月1日：国鉄分割民営化に伴い、西日本旅客鉄道（JR西日本）の駅となる[1]。
- 2002年（平成14年）1月27日：現在の駅舎の供用を開始する。
- 2021年（令和3年）3月13日：ICカード「ICOCA」の利用が可能となる[4]。

## 駅構造
相対式ホーム2面2線を有する、列車同士の行き違いが可能な地上駅である。駅舎は新宮方面行きホーム（1番のりば）側にあり、ホーム間の連絡は跨線橋による。1番のりばの駅舎脇、椿方には貨物ホームが残っているが線路は撤去されている。
古くからの駅舎は撤去され、2002年（平成14年）1月に完成した介護予防拠点施設「紀伊富田みのり館」と合築の新しい駅舎となった。紀伊田辺駅管理の無人駅であり、自動券売機や自動改札機などは設置されていない。2021年（令和3年）3月13日よりICOCAが利用可能になっている。駅舎横にトイレが、設置されている。
普通列車のみの停車駅であるが、1978年（昭和53年）10月1日（紀勢本線新宮電化前日）までは急行「きのくに」のうち、椿発の天王寺行き列車が朝9時台に停車していたこともあった。

### のりば
| のりば | 路線       | 行先                 |
| ------ | ---------- | -------------------- |
| 1      | きのくに線 | 周参見・新宮方面     |
| 2      | きのくに線 | 紀伊田辺・和歌山方面 |

- 上表の路線名は旅客案内上の名称（愛称）で表記している。

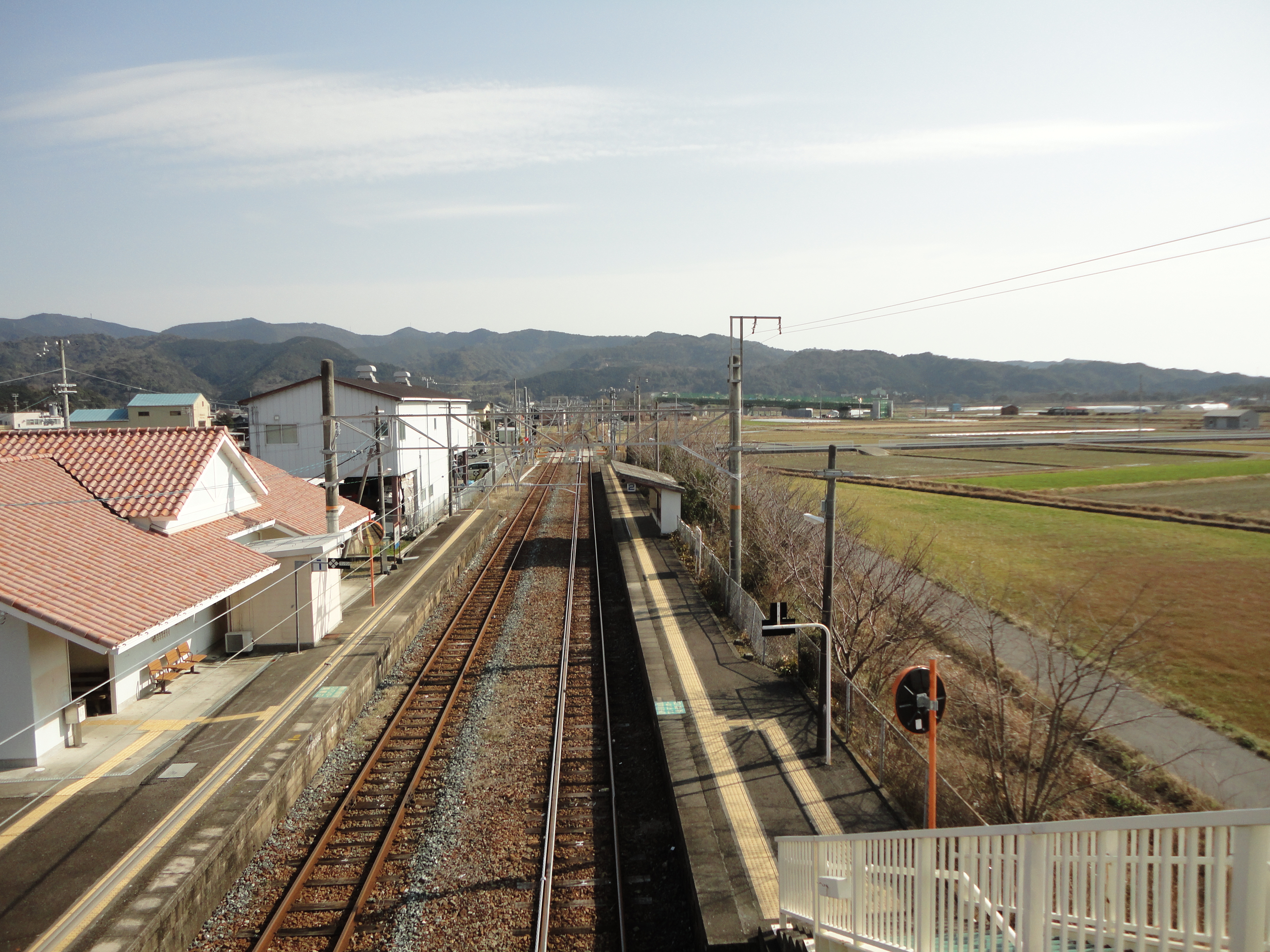
ホーム（2012年2月、跨線橋から）

## 利用状況
近年の1日平均乗車人員は以下の通り。
| 年度   | 1日平均 乗車人員 |
| ------ | ---------------- |
| 1998年 | 171              |
| 1999年 | 158              |
| 2000年 | 132              |
| 2001年 | 102              |
| 2002年 | 87               |
| 2003年 | 89               |
| 2004年 | 82               |
| 2005年 | 82               |
| 2006年 | 88               |
| 2007年 | 90               |
| 2008年 | 108              |
| 2009年 | 107              |
| 2010年 | 98               |
| 2011年 | 92               |
| 2012年 | 93               |
| 2013年 | 80               |
| 2014年 | 83               |
| 2015年 | 74               |
| 2016年 | 69               |
| 2017年 | 52               |
| 2018年 | 53               |
| 2019年 | 47               |
| 2020年 | 46               |
| 2021年 | 42               |
| 2022年 | 51               |

## 駅周辺
駅前から小規模ながら「さかえ商店街」が延びている（名称は「白浜町栄」に由来する）。
- 富田川 - 天然記念物「おおうなぎ」の生息地。かつては標本が駅構内にも展示されていた。
- 白浜町立富田中学校
- 白浜町立南白浜小学校
- JA紀南とんだ支所
- 富田郵便局
- JA紀南Aコープ紀南あぜみち店
- コメリハード＆グリーン 白浜店
- 白浜警察署 富田駐在所

## 隣の駅
西日本旅客鉄道（JR西日本）
 きのくに線（紀勢本線）
椿駅 - 紀伊富田駅 - 白浜駅